# Олівер Тауншип (округ Джефферсон, Пенсільванія)
Олівер Тауншип (англ. Oliver Township) — селище (англ. township) в США, в окрузі Джефферсон штату Пенсільванія. Населення — 1000 осіб (2020).

## Демографія
Згідно з переписом 2010 року, у селищі мешкали 1083 особи в 444 домогосподарствах у складі 341 родини. Було 544 помешкання
Расовий склад населення:
| - 98,4 % — білих - 0,6 % — азіатів - 0,1 % — корінних американців |

До двох чи більше рас належало 0,5 %. Частка іспаномовних становила 0,5 % від усіх жителів.
За віковим діапазоном населення розподілялося таким чином: 19,0 % — особи молодші 18 років, 62,5 % — особи у віці 18—64 років, 18,5 % — особи у віці 65 років та старші. Медіана віку мешканця становила 45,2 року. На 100 осіб жіночої статі у селищі припадало 104,7 чоловіків;  на 100 жінок у віці від 18 років та старших — 102,5 чоловіків також старших 18 років.
Середній дохід на одне домашнє господарство  становив 61 636 доларів США (медіана — 54 375), а середній дохід на одну сім'ю — 68 569 доларів (медіана — 59 141). За межею бідності перебувало 3,9 % осіб, у тому числі 0,0 % дітей у віці до 18 років та 0,0 % осіб у віці 65 років та старших.
Цивільне працевлаштоване населення становило 496 осіб. Основні галузі зайнятості: освіта, охорона здоров'я та соціальна допомога — 24,4 %, виробництво — 19,4 %, роздрібна торгівля — 13,1 %, будівництво — 12,3 %.